# Шарипов, Равиль Минахметович
Равиль Минахметович Шарипов (19 октября 1951, Баку, Азербайджанская ССР, СССР) — советский футболист, выступавший на позиции полузащитника и нападающего.

## Биография
Воспитанник ДЮСШ СКА из Баку, где и родился, тренировался у Юрия Антоновича Дмитриева. Во время службы в армии играл за «Полад». В 1974 переехал в Орёл, в команду «Сталь», где он работал с Борисом Татушиным на протяжении двух лет. В 1976 году перебрался в махачкалинское «Динамо». Первый год выступал под руководством Горского, другой — под руководством Владимира Шувалова. В Махачкале начинал на позиции правого полузащитника, однако действовал по всему полю. Интересно, что по результатам сезона 1976 года, играя на позиции полузащитника, Шарипов забил больше мячей, чем Александр Маркаров, двадцать против четырнадцати. В сезоне 1977 года Маркаров и Шарипов на двоих поразили ворота соперников 55 раз. В Махачкале играл вместе с Эдуардом Тимошенко и Владимиром Ходусом, с которыми вместе играл через два года в «Металлурге». В 1979 году играл в клубе первой союзной лиги — нальчикском «Спартаке», входил в состав сборной РСФСР, которая заняла четвёртое место на VII Спартакиаде народов СССР.
В 1980 году по настоянию Тимошенко приехал в Запорожье, куда его звали год назад, где тренеры поставили его в среднюю линию. В середине сезона Шарипов травмировался. Отыграв 27 матчей, забил лишь 7 голов.

 Стал лидером команды и лучшим бомбардиром «Металлурга», владел интуитивным ощущением голевой позиции. Быстро принимал решения в условиях дефицита времени, имел прекрасную стартовую скорость, сильный, хорошо поставленный удар с обеих ног, смело и решительно вел борьбу непосредственно у ворот. Непревзойденно играл головой.— Виктор Хохлюк, стр. 62, «Голеадоры». 2012 год.
Работал в СДЮШОР «Металлург». В 1995 году сразу две команды, возглавляемые Шариповым, — 15-летние и 17-летние футболисты — выиграли золотые медали юношеских чемпионатов Украины. Уже в следующем сезоне пятеро подопечных Шарипова были включены в заявочный список первой команды, а их наставник стал одним из тренеров «Металлурга». На самый высокий уровень удалось выйти лишь одному из воспитанников Шарипова — Андрею Каряке. Также среди его известных воспитанников Дмитрий Колодин, Алексей Олейник и Яков Крипак.

## Достижения
- Серебряный призёр второй лиги чемпионата СССР 1977 года.
- Бронзовый призёр второй лиги чемпионата СССР 1976 года.
- Лучший бомбардир первой лиги чемпионата СССР 1981 года — 26 забитых мячей[3].